# Cantó d'Estrasburg-7
El cantó d'Estrasburg-7 (alsacià Kanton Stroosburi-7) és una antiga divisió administrativa francesa que estava situada al departament del Baix Rin i a la regió del Gran Est. Comprenia el barri de la Meinau i l'oest de Neudorf.